# Oberpfälzer Nachrichten
Die Oberpfälzer Nachrichten sind eine Lokalzeitung, die von 1949 bis 1995 in Weiden in der Oberpfalz erschienen ist.
Gegründet wurde das Blatt 1949, als die Lizenzpflicht für Zeitungen nach dem Zweiten Weltkrieg aufgehoben wurde, von der Familie Spintler, die seit 1919 in Weiden die örtliche Druckerei Spintler betrieb. Somit gab es in Weiden nun für nächsten Jahrzehnte zwei voneinander unabhängige Lokalzeitungen, die Oberpfälzer Nachrichten und den 1946 gegründeten Neuen Tag.
1950 erschienen die Oberpfälzer Nachrichten dreimal pro Woche in einer Auflage von 5900 Exemplaren. 1967 lag die Auflage der nun an sechs Tagen in der Woche erscheinenden Zeitung bei 6000 Exemplaren täglich. Den Mantelteil lieferte die Genossenschaft Bayerischer Heimatzeitungsverleger (BHZ). Im 1. Quartal 1995 betrug die Auflage 5902 Stück täglich, bzw. 8278 einschließlich Waldnaabtal-Anzeiger und Steinwald Kurier, die einmal wöchentlich erschienen.
Die Oberpfälzer Nachrichten wurden bis zu ihrem Verkauf von der Verlegerfamilie Spintler herausgegeben, zuletzt von Renate Freuding-Spintler und ihrem Ehemann Ernst Freuding. 1995 übernahm die Mittelbayerische Zeitung in Regensburg das Blatt, stellte es aber nach wenigen Jahren ein. 1998 wurden zunächst die Wochenblätter Waldnaabtal-Anzeiger und Steinwald Kurier eingestellt. 2005 folgten auch die Oberpfälzer Nachrichten selbst.